# 王茂聚
王茂聚（1917年—1969年11月），山东莒南人。中华人民共和国政治人物。

## 生平
1941年，加入中国共产党，1942年，参加革命工作。历任莒南县八区区委副主任、区长、东北松江省尚志县区委书记、组织部长、县长。1949年2月，担任中共尚志县委副书记。同年5月离职。中华人民共和国成立后，随西南服务团入川，1950年1月，任中共庆符县委书记。1952年10月，起任宜宾地委委员、县级宜宾市委书记。1954年5月，任中共宜宾地委纪委书记兼地委组织部长；1954年12月，起任中共宜宾地委常委；1955年6月，任中共宜宾地委副书记。1967年5月，任宜宾地革委筹备小组组长。期间1967年8月～1969年11月，兼任宜宾军分区党委书记、政委。1968年4月，任宜宾地革委主任。文化大革命中，王茂聚因追随刘结挺、张西挺，借政治运动之机制造泸州武斗事件。1969年11月，畏罪自杀，1970年1月，被开除党籍、军籍。